# البجيدي
مركز البجيدي أحد المراكز الإدارية التابعة لإمارة منطقة مكة المكرمة.

## المركز
يبعد المركز عن الأمارة مسافة 15 كيلو متر بإتجاه الشرق، نوع الطريق أسفلت. خدمات التعليم: يوجد في المركز خمسة مدارس وهي مدرسة وادي البجيدي الابتدائية بنين، مدرسة البجيدي تعليم كبار، مدرسة البجيدي الابتدائية مدرسة البجيدي المتوسطة مدرسة الزيماء البجيدي الثانوية بنات. بالإضافة لمركز إداري ,كهرباء عامة وخدمة بريد.